# Donald D. Chamberlin

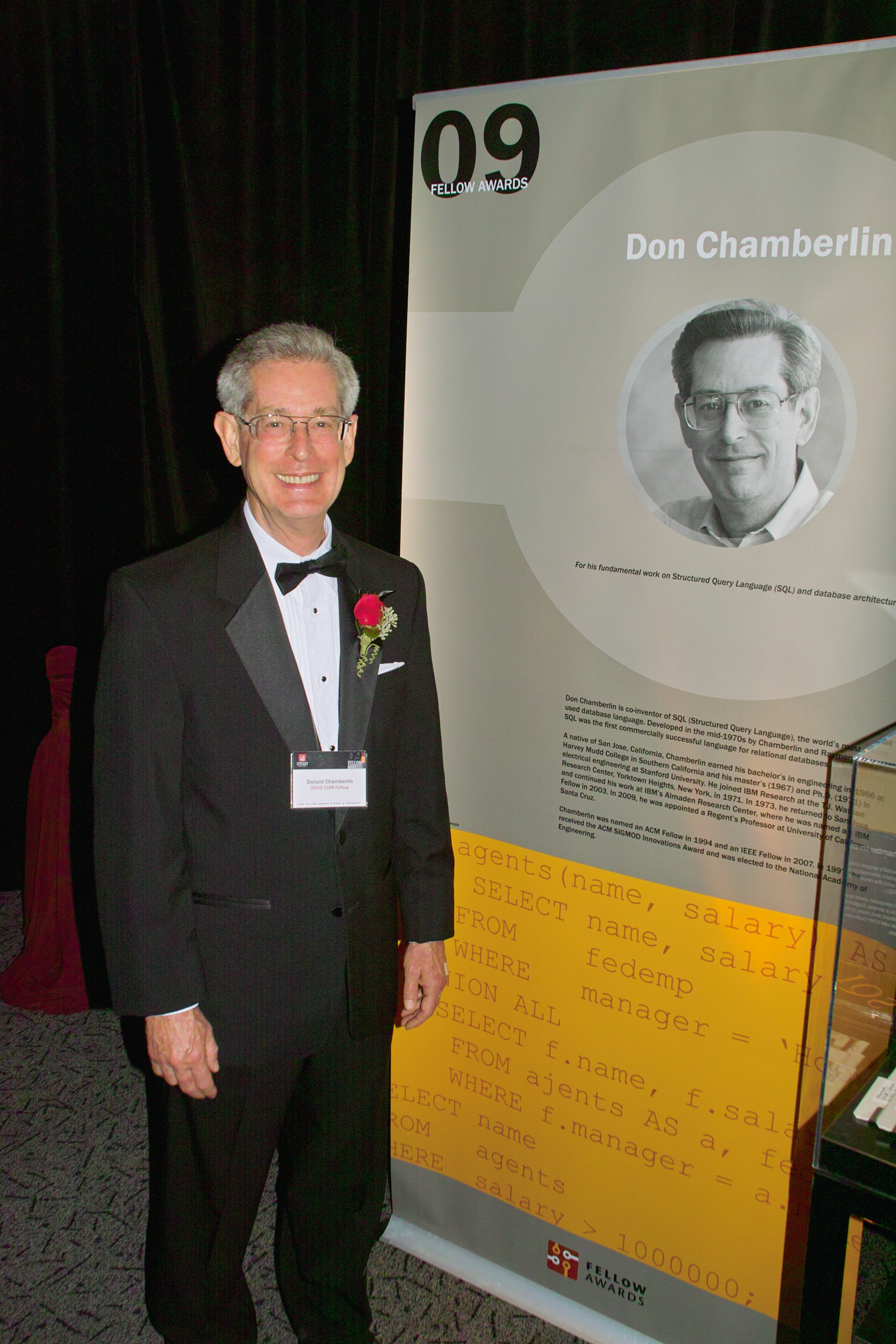
Donald D. Chamberlin, 2009

Donald D. Chamberlin (genannt Don Chamberlin; * 21. Dezember 1944 in San José, Kalifornien) ist ein US-amerikanischer Informatiker, der sich mit Relationalen Datenbanken befasst. Er ist einer der Entwickler von SQL.

## Leben
Chamberlin studierte am Harvey Mudd College mit dem Bachelorabschluss 1966 und wurde 1971 in Elektrotechnik an der Stanford University promoviert (Parallel Implementation of a Single-Assignment Language). Seit 1971 forschte er für IBM, zuerst am Thomas J. Watson Research Center und später am IBM Almaden Research Center in San José. 2003 wurde er IBM Fellow und 2009 ging er bei IBM in den Ruhestand.
1992 bis 1995 war er Adjunct Professor an der Santa Clara University. In den 2000er Jahren lehrte er an der University of California, Santa Cruz.
Mitte der 1970er Jahre entwickelte er mit Raymond F. Boyce die Datenbank-Abfragesprache SQL (bzw. deren Vorläufer SEQUEL). Er war Manager am System R Projekt von IBM, das SQL implementierte.
Später war er an der Entwicklung von XQuery beteiligt, einer XML-Abfragesprache. Er entwickelte mit Jonathan Robie und Dana Florescu die Vorgängersprache Quilt, auf der XQuery basiert. Er ist Mitherausgeber der W3C Standards zu XQuery und XPath.
Er ist Mitglied der National Academy of Engineering. 1988 erhielt er den ACM Software System Award. 2005 wurde er Ehrendoktor der Universität Zürich. Er ist Fellow der IEEE und der Association for Computing Machinery (ACM). 2003 erhielt er den SIGMOD Edgar F. Codd Innovations Award.

## Schriften
- A complete guide to DB2 universal database, Morgan Kauffmann Publishers, 1998
  - Deutsche Übersetzung: DB2 Universal Database, 2. Auflage, Addison-Wesley 1999
- Using the New DB2: IBM's Object-Relational Database System, Morgan Kaufmann Publishers, 1996
- SQL, in: Ling Liu, M. Tamer Ozsu (Herausgeber) Encyclopedia of Database Systems, Springer, 2009
- Sharing Our Planet, in P. J. Denning. R. Metcalfe (Herausgeber) Beyond Calculation: the Next Fifty Years of Computing, Copernicus Press, 1997
- Influences on the Design of XQuery, in H. Katz (Herausgeber) XQuery from the Experts: A Guide to the W3C XML Query Language, Addison-Wesley, 2003